# Estadio Olímpico Pedro Ludovico Teixeira
El Estadio Olímpico Pedro Ludovico Teixeira, también conocido como Estadio Olímpico es un estadio de fútbol localizado en la ciudad de Goiânia, estado de Goiás, Brasil. El estadio inaugurado en 1941 debe su nombre al fundador de la capital goiana Pedro Ludovico Teixeira.
El estadio remodelado entre 2015 y 2016 posee actualmente una capacidad para 13 500 personas, alberga al club Goiânia Esporte Clube y albergó provisoriamente al Atlético Goianiense desde 2016 a 2020, ambos clubes disputan el Campeonato Goiano. 
El 3 de junio de 2019 fue elegido una de las sedes de la Copa Mundial de Fútbol Sub-17 de 2019 que se realizó en Brasil.
El 2 de junio de 2021 se anunció oficialmente que el estadio sería una de las sedes que albergarían la Copa América 2021, el anuncio fue hecho por el presidente de Brasil, Jair Bolsonaro.

## Eventos

### Copa América 2021
El estadio albergó siete partidos de la Copa América 2021.
| Fecha               | Equipo #1 | Resultado    | Equipo #2 | Ronda                 | Espectadores |
| ------------------- | --------- | ------------ | --------- | --------------------- | ------------ |
| 14 de junio de 2021 | Paraguay  | 3–1          | Bolivia   | Primera fase, Grupo A | 0            |
| 17 de junio de 2021 | Colombia  | 0–0          | Venezuela | Primera fase, Grupo B | 0            |
| 20 de junio de 2021 | Colombia  | 1–2          | Perú      | Primera fase, Grupo B | 0            |
| 23 de junio de 2021 | Ecuador   | 2–2          | Perú      | Primera fase, Grupo B | 0            |
| 27 de junio de 2021 | Brasil    | 1–1          | Ecuador   | Primera fase, Grupo B | 0            |
| 2 de julio de 2021  | Perú      | 3–3 (4-3 p.) | Paraguay  | Cuartos de final      | 0            |
| 3 de julio de 2021  | Argentina | 3–0          | Ecuador   | Cuartos de final      | 0            |